# 萩原 (北九州市)
萩原（はぎわら）は福岡県北九州市八幡西区の地名。萩原一丁目から三丁目の町がある。住居表示実施済み。郵便番号は806-0059。

## 地理
八幡西区の北部に位置し、北に皇后崎町、北東に桜ケ丘町、東に青山、南に鉄竜、西に鷹の巣、穴生と接する。

### 河川
- 普通河川 宮川

## 地域の特徴
町の北東端から南西方向に筑豊電気鉄道が走っており、中間に萩原駅がある。萩原駅近辺には商店や飲食店が並んでいる。北縁を東西に国道3号が通り、西縁を宮川が流れている。他は中層集合住宅などが立ち並ぶ住宅街。
一丁目に県住宅公社萩原団地，穴生年長者いこいの家、二丁目に八幡萩原郵便局、市営萩原団地、UR萩原、ビレッジハウス萩原、三丁目に萩原小学校・穴生中学校などがある。

## 歴史
昭和31年末に日本住宅公団穴生団地の募集が始まったのを手始めに住宅団地化が進んだ地域である。

### 地名の由来
大字穴生の字、萩原にちなむ。

### 沿革
- 1973年（昭和48年）6月1日 - 萩原一丁目 - 三丁目新設[5]。
- 1974年（昭和49年）4月1日 - 八幡区が八幡西区と八幡東区に分かれ、八幡区萩原一丁目 - 三丁目は八幡西区萩原一丁目 - 三丁目となる[6]。

### 町名の変遷
| 実施内容          | 実施年月日               | 実施後     | 実施前                     |
| ----------------- | ------------------------ | ---------- | -------------------------- |
| 町名新設 住居表示 | 1973年（昭和48年）6月1日 | 萩原一丁目 | 大字穴生，大字熊手の各一部 |
| 町名新設 住居表示 | 1973年（昭和48年）6月1日 | 萩原二丁目 | 大字穴生，大字熊手の各一部 |
| 町名新設 住居表示 | 1973年（昭和48年）6月1日 | 萩原三丁目 | 大字穴生，大字熊手の各一部 |

## 世帯数と人口
2025年（令和7年）3月31日現在（北九州市発表）の世帯数と人口は以下の通りである。
| 町         | 世帯数    | 人口    |
| ---------- | --------- | ------- |
| 萩原一丁目 | 532世帯   | 938人   |
| 萩原二丁目 | 1,051世帯 | 1,701人 |
| 萩原三丁目 | 82世帯    | 165人   |
| 計         | 1,665世帯 | 2,804人 |

### 人口の変遷
国勢調査による人口の推移。
| 1995年（平成7年）  | 3,622人 | [ 8 ]  |  |
| 2000年（平成12年） | 4,373人 | [ 9 ]  |  |
| 2005年（平成17年） | 3,893人 | [ 10 ] |  |
| 2010年（平成22年） | 3,555人 | [ 11 ] |  |
| 2015年（平成27年） | 3,207人 | [ 12 ] |  |
| 2020年（令和2年）  | 2,890人 | [ 13 ] |  |

### 世帯数の変遷
国勢調査による世帯数の推移。
| 1995年（平成7年）  | 1,533世帯 | [ 8 ]  |  |
| 2000年（平成12年） | 1,952世帯 | [ 9 ]  |  |
| 2005年（平成17年） | 1,732世帯 | [ 10 ] |  |
| 2010年（平成22年） | 1,655世帯 | [ 11 ] |  |
| 2015年（平成27年） | 1,546世帯 | [ 12 ] |  |
| 2020年（令和2年）  | 1,532世帯 | [ 13 ] |  |

## 学区
市立小・中学校に通う場合、学区は以下の通りとなる。
| 町         | 街区 | 小学校               | 中学校               |
| ---------- | ---- | -------------------- | -------------------- |
| 萩原一丁目 | 全域 | 北九州市立青山小学校 | 北九州市立穴生中学校 |
| 萩原二丁目 | 全域 | 北九州市立青山小学校 | 北九州市立穴生中学校 |
| 萩原三丁目 | 全域 | 北九州市立萩原小学校 | 北九州市立穴生中学校 |

## 交通

### 鉄道
- 筑豊電気鉄道
  - 萩原駅

### バス
域内のバス停と系統は以下のとおりである。
| 運行事業者 | 運行事業者   | 西鉄バス北九州 | 西鉄バス北九州 | 西鉄バス北九州 | 西鉄バス北九州 | 西鉄バス北九州 | 北九州市交通局 |
| 系統       | 系統         | 1              | 74-1           | 80             | 82             | 197            | 57             |
| 停留所     | 萩原団地下   | ○              | ○              | ○              |                |                | ○              |
| 停留所     | 萩原橋       |                |                | ○              | ○              | ○              |                |
| 停留所     | 穴生中学校前 |                |                | ○              | ○              | ○              |                |

### 道路
- 国道3号

## 施設

### 医療施設
- 萩原中央病院

### 教育施設
- 北九州市立萩原小学校
- 北九州市立穴生中学校
- 青山幼稚園

### 金融機関
- 八幡萩原郵便局

### 社会福祉施設
- 穴生年長者いこいの家

### 公営住宅
- 県住宅供給公社萩原団地
- 市営萩原団地

### 公園
- 穴生公園
- 萩原北公園
- 萩原南公園